# Pinanga malaiana
Pinanga malaiana är en enhjärtbladig växtart som först beskrevs av Carl Friedrich Philipp von Martius, och fick sitt nu gällande namn av Rudolph Herman Scheffer. Pinanga malaiana ingår i släktet Pinanga och familjen Arecaceae. Inga underarter finns listade i Catalogue of Life.